# Montchaude
Montchaude korábbi község Franciaországban, Charente megyében. Lakosainak száma 492 fő (2018. január 1.). Montchaude Baignes-Sainte-Radegonde, Barbezieux-Saint-Hilaire, Barret, Guimps, Lamérac, Reignac, Le Tâtre és Touvérac községekkel határos.
2016. január 1-jén Lamérac korábbi községgel egyesült és az így létrejött Montmérac új község része lett.

## Népesség
A település népessége az elmúlt években az alábbi módon változott:
| Lakosok száma | 420  | 395  | 441  | 463  | 515  | 518  | 540  | 745  | 496  | 492  |
|               | 1962 | 1968 | 1975 | 1990 | 1999 | 2008 | 2013 | 2016 | 2017 | 2018 |